# باول ماي (لاعب كرة قدم)
باول ماي (بالفرنسية: Paul May)‏ هو لاعب كرة قدم لوكسمبورغي في مركز الوسط، ولد في 20 يونيو 1935 في مدينة لوكسمبورغ في لوكسمبورغ. لعب مع جونيس إيتش.

## وصلات خارجية
- باول ماي (لاعب كرة قدم) على موقع الاتحاد الأوربي (الإنجليزية)
- باول ماي (لاعب كرة قدم) على موقع قاعدة بيانات كرة القدم.إي يو (الإنجليزية)